# David Bisbal (álbum)
David Bisbal Edición Européia é o primeiro álbum de compilação do cantor e compositor espanhol David Bisbal.

## Faixas
1. "The Sun Ain't Gonna Shine (Anymore)"
2. "Me Derrumbo (Crumbling)"
3. "Oye el Boom"
4. "Bulería"
5. "Dígale"
6. "Cry for Me"
7. "Quiero perderme en tu cuerpo"
8. "Lloraré las penas"
9. "Esta Ausencia"
10. "Desnúdate mujer"
11. "Cómo olvidar"
12. "Fuiste mía"
13. "Ave María"
14. "Stop Loving You"
15. "Let's Make History" (a duet with Joana Zimmer) (bonus track)

## Certificação
| País                 | Certificação | Vendas  |
| -------------------- | ------------ | ------- |
| Espanha - PROMUSICAE | Ouro         | 40.000+ |